# Uaix-Ptah
Uaix-Ptah (wš-Ptḥ, "Ptah és fort"), conegut com a Izi, va ser un oficial egipci de la Dinastia V. Va ser el djati del faraó Nefererkare Kakai.
Uaix-Ptah és conegut principalment per la seva tomba, una mastaba situada al nord de Saqqara, a la qual Gaston Maspero va assignar-li la designació D 38.

## Càrrec
Probablement va començar la seva carrera a l'administració reial durant el regnat de Sahure i va ascendir per les files de la cort fins al punt de ser nomenat djati del regne pel successor d'aquest faraó. En aquesta qualitat es va posar al capdavant de l'administració i justícia del rei i s'encarregava d'organitzar els enviaments a les pedreres i regions limítrofes que subministraven les matèries primeres que alimentaven l'economia del país. També supervisava, i de vegades dirigia, grans projectes de construcció, inclosa la construcció de la nova piràmide reial que es va bastir a l'altiplà d'Abusir, al nord de Saqqara.

## Títols
El seu títol més important va ser el de djati. Això el va convertir en l'home més important de l'estat després del rei. A més del títol de djati, també va ostentar d'altres títols importants:
- Supervisor de totes les obres del Rei
- Supervisor dels escribes dels documents del Rei

## Sepultura
La seva tomba va ser trobada a la necròpolis reial d'Abusir i va revelar inscripcions que relaten la mort del djati en presència del rei, fet excepcional que explica el fill gran d'Uaix-Ptah, Mernetjersetni, a qui el rei va confiar la construcció de la tomba del seu pare. És ell qui farà escriure a les parets de la tomba els fets de la mort del seu pare.
Així ens explica que durant una visita a les obres d'un nou monument, el rei hi va anar en persona en companyia dels seus fills, de la seva cort i del seu djati. En adonar-se de l'avanç de l'obra, el faraó es va dirigir a ell, començant un discurs i va ser aleshores quan el ministre es va desplomar com si hagués estat encertat per un llamp. El rei commocionat va alertar el seu seguici i, molt angoixat, va fer traslladar el seu djati al palau, va convocar els seus fills, els seus metges reials i els sacerdots ritualistes per tal de salvar la vida del primer de tots els seus cortesans.
Nefererkare fins i tot va comprar expressament un cofre de papirs mèdics per a aquest propòsit, sense èxit. El djati va sucumbir a la seva indisposició.
Afligit per aquesta tragèdia i la pèrdua del seu "únic confident", el faraó es va retirar a les seves dependències per pregar al déu Ra i després va encarregar a Mernetjersetni de fer construir la mastaba del seu pare amb diners de la cort a l'ombra de la piràmide de Sahure d'Abusir. Per reial decret, també va fer preparar el viàtic funerari de Uaix-Ptah, inclòs un sarcòfag de banús, cosa que mai s'havia fet per a cap noble abans d'ell.
L'excavació de la mastaba va anar a càrrec de Georg Steindorff de la Universitat de Leipzig entre els anys 1903 i 1907. Els blocs on es registra aquest esdeveniment van ser extrets de la mastaba d'Uaix-Ptah i ara es troben exposats al Museu d'Antiguitats Egípcies del Caire.